# Encephalartos transvenosus
Encephalartos transvenosus — вид голонасінних рослин класу саговникоподібні (Cycadopsida).
Етимологія: лат. trans — «поперечні», лат. venosus — «вени» і стосується тонкої мережі жилок між головними паралельними жилками, які можна побачити, коли лист знаходиться на світлі.

## Опис
Рослини деревовиді; стовбур 12 м заввишки, 40–45 см діаметром. Листки довжиною 150—250 см, темно-зелені, сильно блискучі, хребет жовтуватий, прямий, жорсткий; черешок прямий, без колючок. Листові фрагменти ланцетні або яйцеподібні; середні — 16–25 см завдовжки, 25–45 мм завширшки. Пилкові шишки 1–4, яйцевиді, жовті, довжиною 30–40 см, 13–15 см діаметром. Насіннєві шишки 1–4, яйцевиді, жовті, довжиною 50–80 см, 20–30 см діаметром. Насіння довгасте, довжиною 40–50 мм, шириною 20–27 мм, саркотеста червона.

## Поширення, екологія
Цей вид відбувається з перервами на великій площі в провінції Лімпопо, ПАР. Записаний з висот від 600 до 1500 м над рівнем моря. Усі місця зростання знаходяться у зонах гірського туману. Рослини ростуть на високотравних луках і кущистих територіях, в основному на крутих скелястих схилах, звернених на південний схід.

## Загрози та охорона
Рослини видаляються колекціонерами і є втрата середовища існування в деяких місцях. Популяції знайдені в наступних заповідниках: англ. Lekgalameetse Nature Reserve, Mphaphuli Cycad Reserve, Modjadji Nature Reserve, The Wolkberg Wilderness Area, Happy Rest Nature Reserve.